# En del af Danmark
En del af Danmark er en dansk dokumentarfilm fra 1952, der er instrueret af Jesper Tvede.

## Handling
Statsminister Erik Eriksen opfordrer til at yde bidrag til folkegaven til kong Frederiks og dronning Ingrids fond til bekæmpelse af tuberkulosen på Grønland. Filmen viser den grønlandske natur og skildrer de vanskelige vilkår, som befolkningen lever under, sådan som kongeparret oplevede det i sommeren 1952.